# Zwiesel (szczyt)
Zwiesel – szczyt w Alpach Chiemgawskich, części Alp Bawarskich. Leży w Niemczech, w Bawarii, przy granicy z Austrią.